# 米卡·涅米宁
米卡·涅米宁（芬蘭語：Mika Nieminen，1966年1月1日—），芬兰男子冰球运动员。他曾代表芬兰参加1992年、1994年和1998年冬季奥林匹克运动会冰球比赛，共获得二枚铜牌。